# NGC 7214
NGC 7214 (również PGC 68152 lub HCG 91A) – galaktyka spiralna z poprzeczką (SBc/P), znajdująca się w gwiazdozbiorze Ryby Południowej. Odkrył ją John Herschel 30 lipca 1834 roku. Jest to galaktyka Seyferta typu 1. Należy do zwartej grupy galaktyk Hickson 91 (HCG 91).